# Eryngium goyazense
Eryngium goyazense är en flockblommig växtart som beskrevs av Ignatz Urban. Eryngium goyazense ingår i släktet martornar, och familjen flockblommiga växter. Inga underarter finns listade i Catalogue of Life.